# Karaczy
Karaczy (mong. characzy "sługa", "podwładny", "stronnik", tat. Qaraçı) - na Krymie tytuł ten nosili bejowie, tj. naczelnicy, sześciu najznakomitszych rodów arystokratycznych (Szirinów, Barynów, Kipczaków, Argynów, Sedżeutów i Mansurów), którzy odgrywali decydującą rolę w wewnętrznej i zagranicznej polityce chanatu krymskiego.
Tytuł ten odpowiadał dzisiejszemu ministrowi. Karacze byli członkami dywanu.
Analogiczne sytuacja panowała w innych chanatach tatarskich (syberyjskim, kazańskim), gdzie zresztą karaczami bywali przedstawiciele wymienionych rodów.